# Ferdinand Zirkel

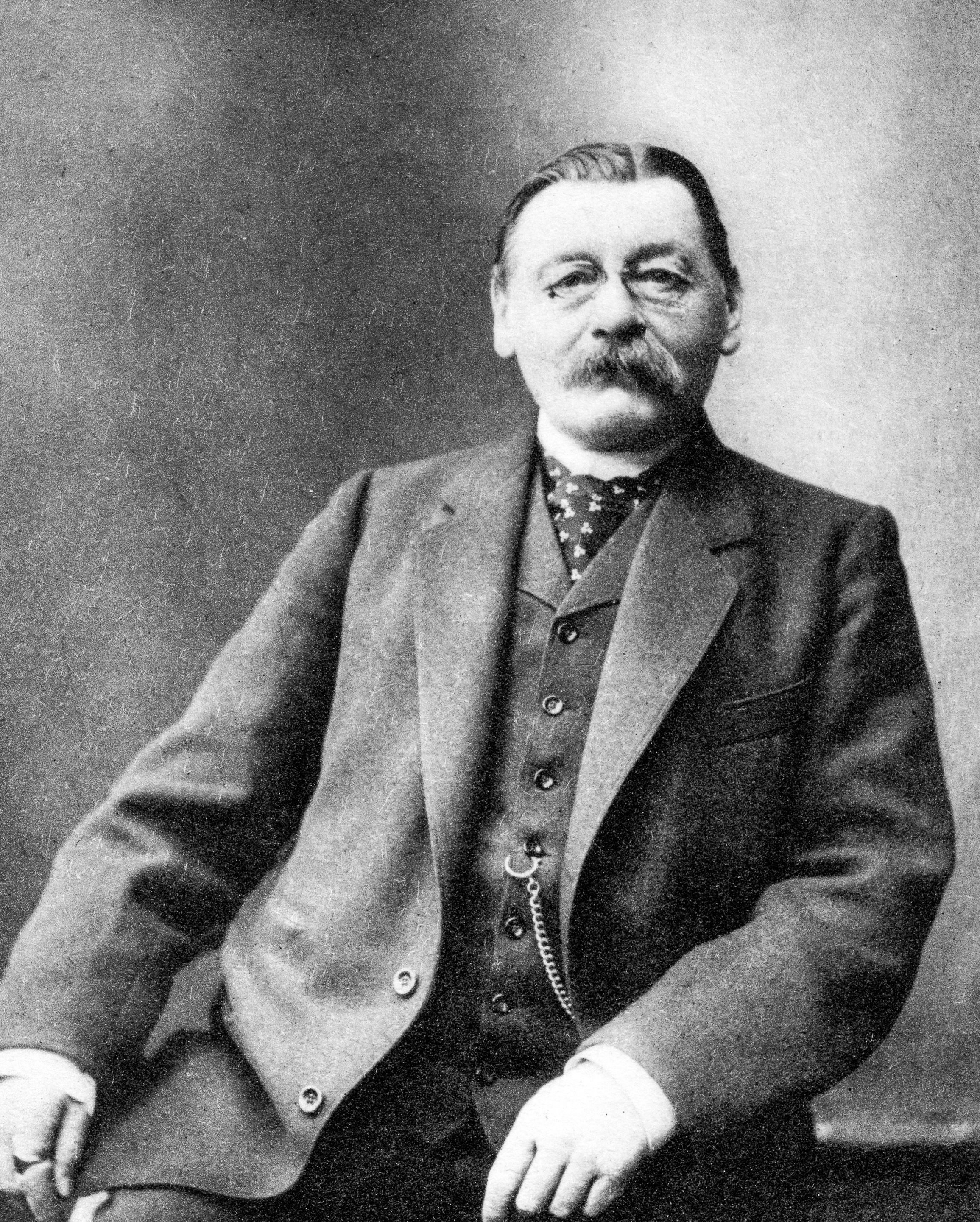

Ferdinand Zirkel (Bonn, 20 maart 1838 – aldaar, 12 juni 1912) was een Duitse geoloog en petrograaf, bekend omdat hij als een van de eersten onderzoek naar gesteenten deed door slijpplaatjes te bekijken onder de microscoop.
Zirkel studeerde aan de universiteit in zijn geboortestad Bonn, waar hij in 1861 promoveerde. Daarna werd hij docent in de geologie en mineralogie te Wenen. In 1863 werd hij aangesteld als hoogleraar, eerst aan de universiteit van Lemberg, in 1868 aan de universiteit van Kiel en in 1870 aan de universiteit van Leipzig.
Zijn onderzoek ging naar metamorfe en stollingsgesteenten en mineralogie, zowel door veldstudies als onder de microscoop.
naar hem genoemd zijn:
- Mount Zirkel in Colorado, (Verenigde Staten)
- het mineraal zirkeliet
- Dorsum Zirkel, een marerug op de Maan

- Bibsys: 1041935
- CiNii: DA08663395
- Gemeinsame Normdatei: 117006203
- International Standard Name Identifier: 0000 0001 1057 5770
- Library of Congress Control Number: no2017084202
- Mathematics Genealogy Project: 168824
- Nationale Bibliotheek van Tsjechië: mzk2015859726
- Nationale Bibliotheek van Israël: 987007378562605171
- Nederlandse Thesaurus van Auteursnamen: 072482583
- Réseau des bibliothèques de Suisse occidentale: 02-A004001207
- Istituto Centrale per il Catalogo Unico: GEAV008894
- SNAC: w6895vgx
- Système universitaire de documentation: 096595566
- Virtual International Authority File: 39740633
- WorldCat: E39PBJB4f9bBG7cqh9F7p67bVC